# Loick Essien
Loick Essien (* 1990) ist ein britischer Pop- und R&B-Musiker.

## Biografie
Essien wurde schon früh als Talent entdeckt und bereits als Zwölfjähriger war er an Produktionen von Musikern wie den Big Brovaz beteiligt. 2008 sang er bei Chipmunks Debüt Beast und bei Black Boys von Bashy.
Trotzdem dauerte es lange bis zu seiner ersten eigenen Veröffentlichung. Erst im September 2010, als er bereits 19 Jahre alt war, erschien seine erste Single Love Drunk, die es in den UK-Charts immerhin bis auf Platz 56 brachte.

## Diskografie
Alben
- Identity (2011)

Singles
- Love Drunk (2010)
- Stuttering (featuring N-Dubz, 2011)
- How We Roll (featuring Tanya Lacey, 2011)
- Me Without You (2011)